# Требишов
Требишов (слч. Trebišov, мађ. Tőketerebes) град је у Словачкој, који се налази у оквиру Кошичког краја.

## Географија
Требишов је смештен у југоисточном делу државе, близу границе са Мађарском. Престоница државе, Братислава, налази се 490 km западно од града, а Кошице на 50 km западно.
Рељеф: Требишов се развио у крајње североисточном делу Панонске низије. Град се налази на месту где равничарско тло на југу и истоку прелази у побрђе на северу и западу. Источно од града издиже се планина Сланске врхи. Надморска висина града је око 109 m.
Клима: Клима у Требишову је умерено континентална.
Воде: Кроз Требишов не пролази никакав водоток, али у близини града протиче река Ондава, најважнија у крајњем источном делу државе.

## Историја
Људска насеља на овом простору датирају још из праисторије. Насеље под данашњим именом први пут се спомиње у средином 1254. године, а околина је већ тада била насељена Словацима и Мађарима. Насеље је 1330. године добило градска права. Током следећих векова град је био у саставу Угарске као обласно трговиште. У 16. и 17. веку, Требишов се нашао на граници Угарске и Османског царства, која је била пуна сукоба.
Крајем 1918. године Требишов је постао део новоосноване Чехословачке. У времену између 1938-1944. године град је био укључен у Хортијеву Мађарску, али је поново враћен Чехословачкој, после рата. У време комунизма град је нагло индустријализован, па је дошло до наглог повећања становништва. После осамостаљења Словачке, град је постао њено значајно средиште, али је дошло и до великих проблема везаних за преструктурирање привреде.

## Становништво
| Година:    | 1994.  | 2004.   | 2014.   | 2024.   |
| ---------- | ------ | ------- | ------- | ------- |
| Број људи: | 21 824 | 22 934  | 24 500  | 22 780  |
| Разлика:   |        | +5,08 % | +6,82 % | -7,02 % |

| Година:    | 2023.  | 2024.   |
| ---------- | ------ | ------- |
| Број људи: | 22 812 | 22 780  |
| Разлика:   |        | -0,14 % |

Данас Требишов има око 23.000 становника и последњих година њихов број лагано расте.
Етнички састав: По попису из 2001. године састав је следећи:
- Словаци - 86,9%,
- Роми - 8,9%% - највећи постотак међу значајним градовима у земљи,
- Мађари - 1,8%%,
- Чеси - 0,6%,
- остали.

Верски састав: По попису из 2001. године састав је следећи:
- римокатолици - 52,6%,
- гркокатолици - 24,9%,
- атеисти - 10,8%%,
- православци - 2,1%,
- остали.

## Градови побратими
- Јасло,  Пољска

## Галерија
- Требишовски музеј, некада дворац
- Римокатоличка црква
- Пространи градски парк
- Споменик у градском језгру